# 구다마쓰시
구다마쓰시(일본어: 下松市, 문화어: 구다마쯔시)는 일본 야마구치현 남동부에 있는 시이다.

## 역사
- 1939년 11월 3일 - 쓰노군 구다마쓰정, 구보촌, 스에타케미나미촌, 하나오카촌이 합병해 구다마쓰시가 성립하였다.
- 1945년 - 미군의 공습으로 250명의 사상자를 냈다.
- 1954년 11월 1일 - 쓰노군 요네카와촌을 편입하였다.
- 1962년 4월 11일 - 쓰노군 쓰노정의 일부를 편입하였다.

## 지리
슈난시와 히카리시 사이에 끼어 있다. 바다는 가사도섬이 있는 큰 내해를 포함한 지형을 형성하고 있다. 야마구치현 남부에서 경제 활동이 활성화되고 있는 지역의 중심에 있다.
세토 내해 연안에는 공장이 나란히 서있고 항만은 슈난시의 도쿠야마항과 함께 도쿠야마쿠다마쓰항으로 불리며 일본의 특정중요항만으로 지정되어 있다. 시 중부에 펼쳐져 있던 전원 지대는 야마구치현도 41호선 구다마쓰카노선의 우회도로 건설과 함께 상업 지역으로 변화해 왔다. 특히 더몰 슈난의 진출 이후 대형 상업 시설의 출점이 잇따라 시내 상업 면적에서 차지하는 대형 점포의 점유율은 일본 시정촌 중에서 최고인 82%에 이른다. 그 때문에 토지 가격이 야마구치현에서 현저히 높은 지역이기도 하다. 또 간토쿠선 연선에는 신흥 주택지가 건설되어 많은 주민이 생활하고 있다.

## 인구
국세조사에 따르면 2010년 55,020명이며 꾸준히 증가하고 있다.
| 연도 | 인구   | ±%     |
| ---- | ------ | ------ |
| 1920 | 23,344 | —      |
| 1925 | 24,195 | +3.6%  |
| 1930 | 26,581 | +9.9%  |
| 1935 | 30,341 | +14.1% |
| 1940 | 35,247 | +16.2% |
| 1945 | 40,810 | +15.8% |
| 1950 | 42,228 | +3.5%  |
| 1955 | 43,397 | +2.8%  |
| 1960 | 44,711 | +3.0%  |
| 1965 | 47,401 | +6.0%  |
| 1970 | 49,627 | +4.7%  |

| 연도 | 인구   | ±%     |
| ---- | ------ | ------ |
| 1975 | 55,825 | +12.5% |
| 1980 | 54,803 | −1.8%  |
| 1985 | 54,445 | −0.7%  |
| 1990 | 53,030 | −2.6%  |
| 1995 | 53,471 | +0.8%  |
| 2000 | 53,101 | −0.7%  |
| 2005 | 53,509 | +0.8%  |
| 2010 | 55,020 | +2.8%  |
| 2015 | 55,812 | +1.4%  |
| 2020 | 55,887 | +0.1%  |

## 기후
| 구다마쓰시의 기후                                            | 구다마쓰시의 기후 | 구다마쓰시의 기후 | 구다마쓰시의 기후 | 구다마쓰시의 기후 | 구다마쓰시의 기후 | 구다마쓰시의 기후 | 구다마쓰시의 기후 | 구다마쓰시의 기후 | 구다마쓰시의 기후 | 구다마쓰시의 기후 | 구다마쓰시의 기후 | 구다마쓰시의 기후 | 구다마쓰시의 기후 |
| 월                                                           | 1월               | 2월               | 3월               | 4월               | 5월               | 6월               | 7월               | 8월               | 9월               | 10월              | 11월              | 12월              | 연간              |
| ------------------------------------------------------------ | ----------------- | ----------------- | ----------------- | ----------------- | ----------------- | ----------------- | ----------------- | ----------------- | ----------------- | ----------------- | ----------------- | ----------------- | ----------------- |
| 역대 최고 기온 °C (°F)                                       | 17.9 (64.2)       | 21.2 (70.2)       | 23.2 (73.8)       | 27.4 (81.3)       | 30.7 (87.3)       | 32.6 (90.7)       | 35.8 (96.4)       | 37.2 (99.0)       | 35.4 (95.7)       | 31.5 (88.7)       | 26.6 (79.9)       | 21.9 (71.4)       | 37.2 (99.0)       |
| 일평균 최고 기온 °C (°F)                                     | 9.4 (48.9)        | 10.4 (50.7)       | 13.9 (57.0)       | 19.2 (66.6)       | 23.6 (74.5)       | 26.3 (79.3)       | 30.2 (86.4)       | 31.8 (89.2)       | 28.3 (82.9)       | 23.2 (73.8)       | 17.5 (63.5)       | 11.8 (53.2)       | 20.5 (68.8)       |
| 일일 평균 기온 °C (°F)                                       | 4.9 (40.8)        | 5.5 (41.9)        | 8.7 (47.7)        | 13.7 (56.7)       | 18.3 (64.9)       | 21.8 (71.2)       | 25.8 (78.4)       | 27.0 (80.6)       | 23.5 (74.3)       | 18.0 (64.4)       | 12.4 (54.3)       | 7.1 (44.8)        | 15.6 (60.0)       |
| 일평균 최저 기온 °C (°F)                                     | 0.6 (33.1)        | 0.9 (33.6)        | 3.7 (38.7)        | 8.5 (47.3)        | 13.4 (56.1)       | 18.2 (64.8)       | 22.5 (72.5)       | 23.4 (74.1)       | 19.6 (67.3)       | 13.6 (56.5)       | 7.8 (46.0)        | 2.7 (36.9)        | 11.2 (52.2)       |
| 역대 최저 기온 °C (°F)                                       | −6.3 (20.7)       | −8.6 (16.5)       | −5.1 (22.8)       | −1.4 (29.5)       | 4.7 (40.5)        | 8.5 (47.3)        | 15.9 (60.6)       | 15.9 (60.6)       | 7.4 (45.3)        | 1.9 (35.4)        | −1.4 (29.5)       | −5.2 (22.6)       | −8.6 (16.5)       |
| 평균 강수량 mm (인치)                                        | 54.3 (2.14)       | 85.2 (3.35)       | 148.5 (5.85)      | 183.7 (7.23)      | 215.6 (8.49)      | 277.7 (10.93)     | 324.7 (12.78)     | 153.8 (6.06)      | 169.2 (6.66)      | 100.6 (3.96)      | 77.7 (3.06)       | 59.3 (2.33)       | 1,850.1 (72.84)   |
| 평균 강수일수 (≥ 1.0 mm)                                     | 6.5               | 7.9               | 10.0              | 9.9               | 9.7               | 12.0              | 10.8              | 8.4               | 9.0               | 6.4               | 6.9               | 7.0               | 104.5             |
| 평균 월간 일조시간                                           | 148.9             | 150.8             | 183.8             | 199.4             | 217.7             | 156.4             | 181.3             | 222.0             | 173.6             | 184.0             | 163.2             | 154.2             | 2,135.5           |
| 출처: 일본 기상청 (평년값: 1991년~2020년, 극값: 1977년~현재) |                   |                   |                   |                   |                   |                   |                   |                   |                   |                   |                   |                   |                   |

## 교육

### 초등학교
- 구다마쓰시립 구다마쓰 초등학교
- 구다마쓰시립 구보 초등학교
- 구다마쓰시립 도요 초등학교
- 구다마쓰시립 나카무라 초등학교(나카무라 공민관을 병설)
- 구다마쓰시립 요네카와 초등학교

### 중학교
- 구다마쓰시립 구다마쓰 중학교
- 구다마쓰시립 스에 다케나카 학교
- 구다마쓰시립 구보 중학교

## 교통

### 철도
- 서일본 여객철도
  - 산요 본선
  - 간토쿠선

### 도로
- 산요 자동차도
- 국도 2호선
- 국도 188호선